# 墨尔本皇家妇科医院
墨尔本皇家妇科医院（英語：Royal Women's Hospital）位于墨尔本北部郊区帕克维尔区，是澳大利亚历史最悠久的妇科医院，也是如今澳洲规模最大的妇产科医院。皇家妇科医院为墨尔本女性在产科、妇科、新生儿护理、妇科癌症和女性健康等方面提供全方位的医疗服务。 除此之外，该院还提供其他的健康补充服务，如社工、物理治疗、营养学和心理关怀。医院内还设有提供治疗子宫内膜异位症、慢性盆腔疼痛、癌症后更年期症状、不孕症的专科诊所。墨尔本皇家妇科医院是一所拥有 200 多张病床的大型教学医院，为墨尔本大学和拉筹伯大学的医学院提供实习、教学和研究的场所。在皇家墨尔本妇科医院的大楼内还设有弗朗西斯佩里私立医院，一家拥有69个床位的私立妇科医院。

## 历史
墨尔本皇家妇科医院的前身于1856年8月19日由理查德·特雷西（Richard Tracy）医师和约翰·莫德（John Maund）医师在墨尔本的伊斯特希尔为贫困妇女提供医疗分娩与护理的保育院。在保育院设立后，时任圣公会墨尔本教区主教的妻子——弗朗西斯·佩里夫人（Frances Perry）带领教区内的一群妇女为两位医生设立的保育院提供了很大的帮助与支持。它最初的名称是墨尔本产妇和儿童住院医院（Melbourne Lying-in Hospital and Infirmary for Diseases Peculiar to Women and Children）。
墨尔本皇家妇科医院是全澳大利亚的第一家培训产科医生与妇科医生的专科教学医院，也是墨尔本第一家培训护士助产士的医院，以及澳大利亚第一家为护士举办研究生课程的医院。 
1858年，这家医院被重新安置到卡尔顿区一处横跨斯旺斯顿街和格拉顿街之间的街区  。 1884年3月，医院更名为妇女医院（The Hospital for Women）。1954年9月，随着女王伊丽莎白二世巡幸澳洲，该医院被授予皇家认证，“皇家妇科医院”的名称遂沿用至今。
2005年，时任维多利亚州州长斯蒂夫·布拉克斯和州卫生厅厅长布朗温·派克宣布划拨出帕克维尔区的格拉顿街和弗莱明顿路交叉口紧邻皇家墨尔本医院的一块地皮，建设墨尔本皇家妇科医院和弗朗西斯佩里私立医院的新大楼。该工程由修建了悉尼歌剧院和安薩橋的鲍德斯通集团承建。2008年6月22日，新的医院大楼以及其配套设施正式对外开放。这座耗资2.5亿澳元的医院新大楼每年可为 7,000 多名产妇提供接生服务。

## 图集

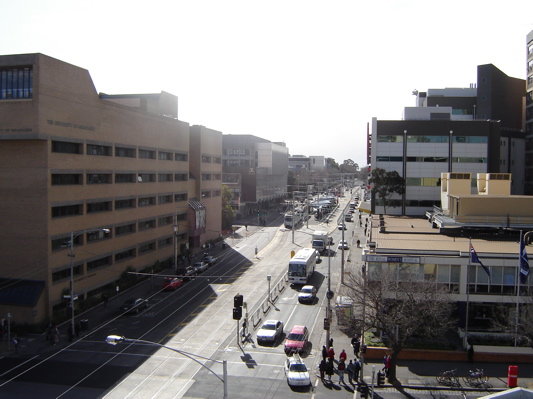
2005年的斯旺斯顿街，照片左侧是墨尔本大学，右侧可见当时的皇家妇科医院
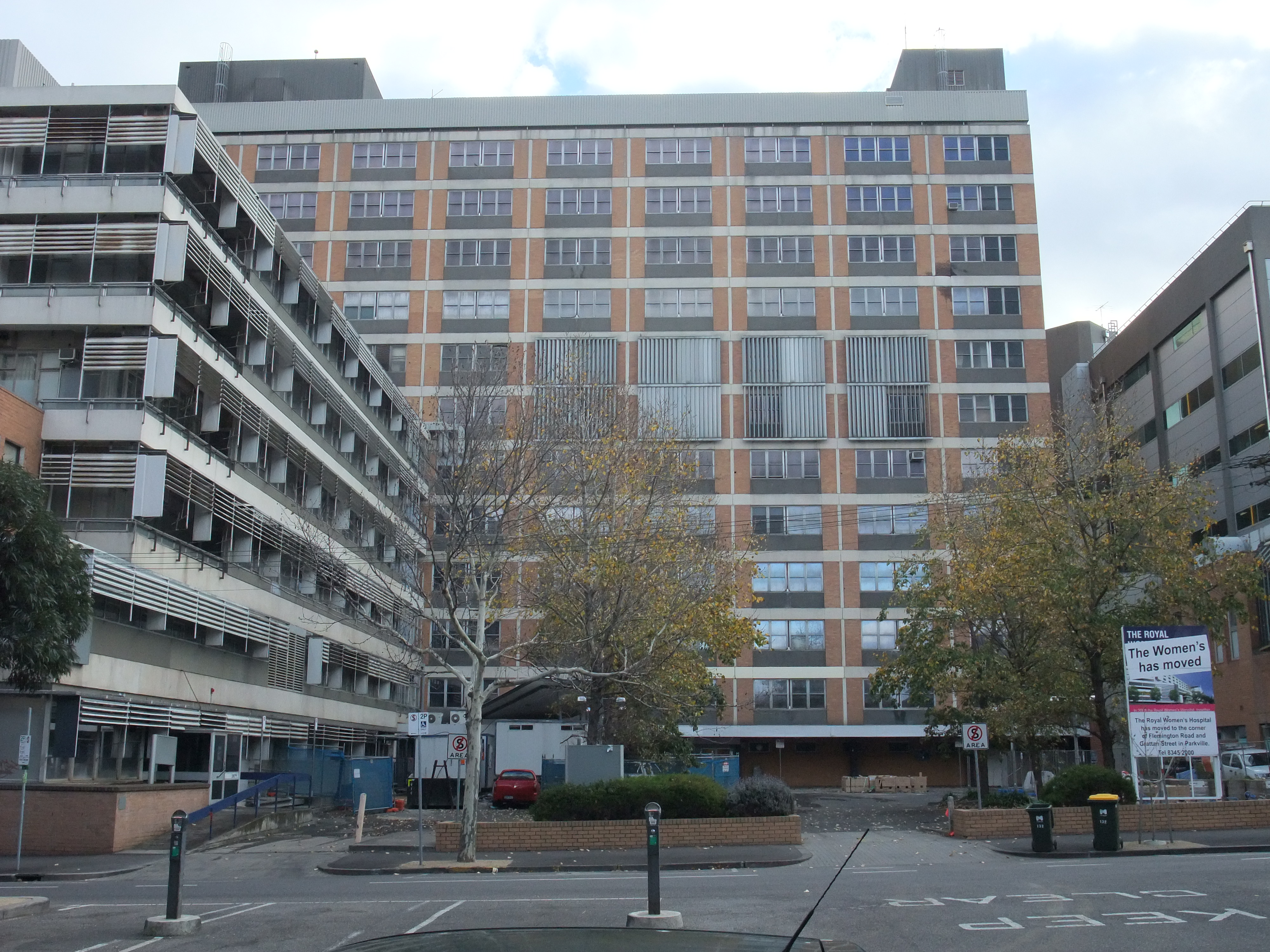
2008年前墨尔本皇家妇科医院所在的院址